# Championnats d'Europe de skeleton 2014
Navigation
Édition précédente Édition suivante
Les championnats d'Europe de skeleton 2014, vingtième édition des championnats d'Europe de skeleton, ont lieu du 24 au 26 janvier 2014 à Schönau am Königssee, en Allemagne. L'épreuve masculine est remportée par le Letton Martins Dukurs devant son frère Tomass Dukurs et l'Allemand Frank Rommel tandis que l'Autrichienne Janine Flock gagne l'épreuve féminine devant la Britannique Shelley Rudman et les Allemandes Sophia Griebel et Anja Huber, ex aequo.